# Typhlops siamensis
Typhlops siamensis е вид влечуго от семейство Typhlopidae.

## Разпространение
Видът е разпространен във Виетнам, Камбоджа и Тайланд.